# Pseudophysocephala spinipes
Pseudophysocephala spinipes är en tvåvingeart som beskrevs av Camras 2001. Pseudophysocephala spinipes ingår i släktet Pseudophysocephala och familjen stekelflugor.
Artens utbredningsområde är Tanzania. Inga underarter finns listade i Catalogue of Life.